# Tian
Tian – jedno z najważniejszych pojęć chińskiej mitologii, filozofii i kosmogonii. 
Słowo Tiān oznacza Niebiosa, Niebo, Bóg, Bogowie. W chińskiej filozofii Niebo było pierwiastkiem męskim, symbolizującym yang, w opozycji do symbolizującej yin Ziemi. W tradycyjnej chińskiej religii Niebo postrzegane było jako mieszkanie bogów. Niebo było także postrzegane jako osobowy, najwyższy bóg, czczony pod imieniem Shangdi. Niebiosa otoczone były w Chinach wielkim szacunkiem, upersonifikowane stanowiły stwórcę wszechrzeczy.
Kult Niebios był w Chinach kultem państwowym. Ofiary Niebu mógł składać tylko cesarz, będący Synem Niebios, potrzebujący ich mandatu, aby rządzić.
Wyrażenie tianxia (to, co jest pod niebem) jest synonimem Chin.